# Bizeljska vas
Bizeljska vas je naselje v Občini Brežice.

## Prebivalstvo
Etnična sestava 1991:
- Slovenci: 66 (100 %)

## Lipa
V Bizeljski vasi, tik ob cesti, ki vodi v Orešje, raste mogočna lipa (Tilia platyphillos), ki meri v prsnem obsegu meri 720 cm. Sodi med najdebelejše lipe na Štajerskem.